# Scolelepis planata
Scolelepis planata är en ringmaskart som beskrevs av Imajima 1992. Scolelepis planata ingår i släktet Scolelepis och familjen Spionidae. Inga underarter finns listade i Catalogue of Life.